# مریم یوسف جمال

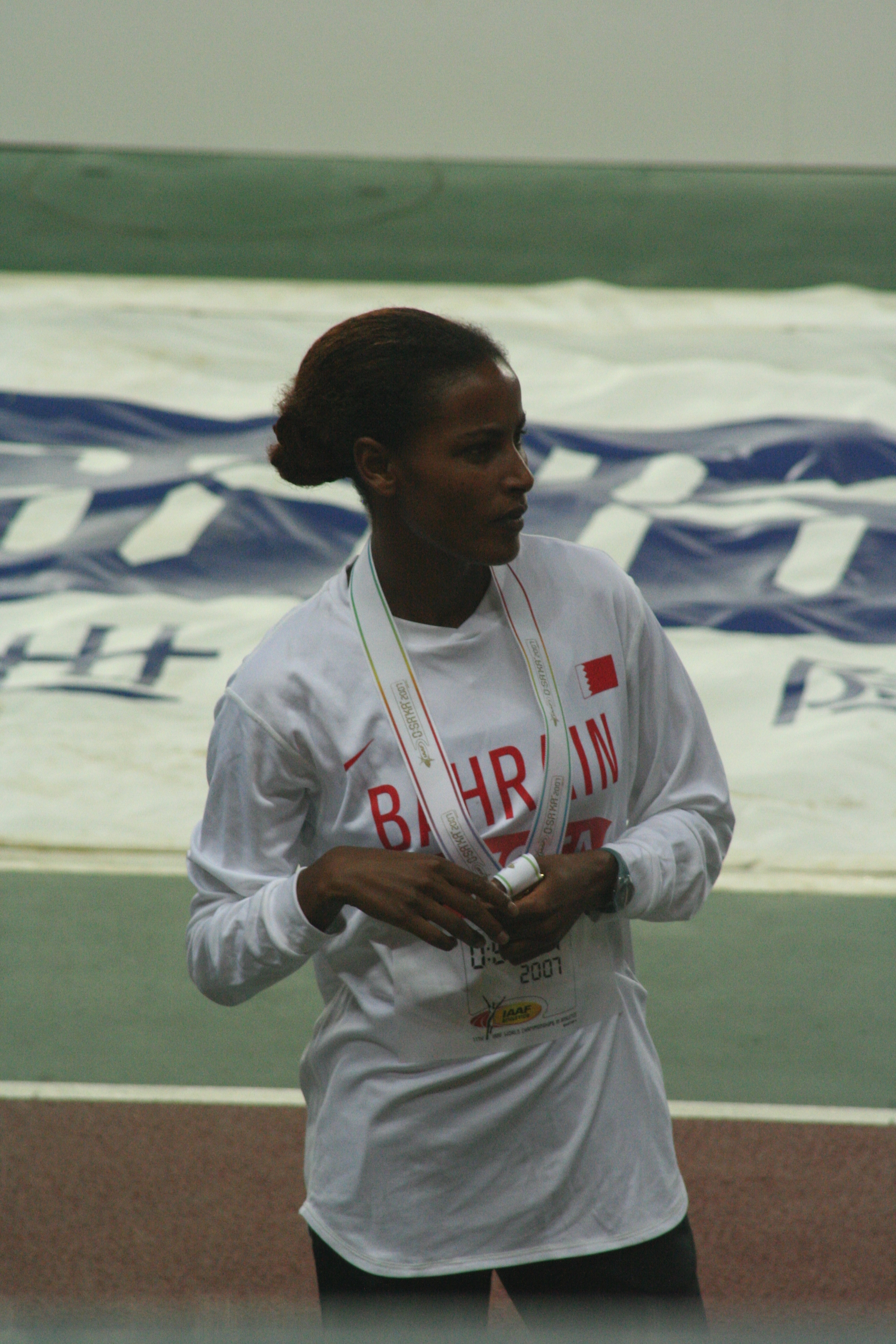
مریم یوسف جمال پس از کسب مدال طلای قهرمانی دو و میدانی جهان ۲۰۰۷ در اوزاکا

مریم یوسف جمال (زاده ۱۶ سپتامبر ۱۹۸۴ در اورومو، اتیوپی) با نام اصلی Zenebech Tola یک دونده دوهای نیمه‌استقامت و استقامت بحرینی اتیوپیائی‌الاصل است.

## زندگی شخصی
مریم جمال در سال ۱۹۸۴ در روستای اوسیلان جائیکه هایله گبرسلاسی نیز اهل آنجاست، در خانواده‌ای با ۵ فرزند از قبیله اورومو و از مسیحیان کلیسای ارتدوکس شرقی به دنیا آمد.
او به همراه تعداد دیگری از بچه‌های روستا بعضی روزها تا ۱۶ کیلومتر می‌دوید و شرکت در مسابقات دو را از ۱۵ سالگی آغاز کرد. او در مسابقات بین آموزشگاهی در ۱۰۰ متر، ۲۰۰ متر و ۴۰۰ متر با اختلاف زیاد قهرمان و در پرش ارتفاع با ۱٫۵۳ متر دوم شد. در سال ۲۰۰۲ به همراه همسرش طارق حسن ثابت (با نام اصلی مانشو تایه Mnashu Taye) که مربی او نیز هست از اتیوپی خارج شد و در یک اردوگاه پناهندگان در لوزان، سوئیس اقامت گزید. مریم جمال اگرچه رکورد ورودی المپیک ۲۰۰۴ آتن را به دست آورد، اما فدراسیون دو و میدانی اتیوپی به دلیل مسائل سیاسی با شرکت او در مسابقات موافقت نکرد.
اولین موفقیت مهم مریم یوسف جمال در مسابقات ۳۰۰۰ متر اسلو بود. او پس از آن قهرمان بازی‌های آسیایی ۲۰۰۶ دوحه با زمان
مدال طلای مریم جمال در مسابقات قهرمانی دو و میدانی جهان ۲۰۰۷ در اوزاکا با زمان ۳٫۵۸٫۷۵ دقیقه نخستین مدال جهانی یک زن بحرینی بود. مریم جمال در المپیک ۲۰۰۸ پکن با زمان ۴٫۲٫۷۱ به مقام پنجم ماده ۱۵۰۰ متر رسید.

## رکوردهای شخصی
- ۸۰۰ متر: ۱٫۵۷٫۸۰ دقیقه، زوریخ ۲۹ اکتبر ۲۰۰۸
- ۱۵۰۰ متر: ۳٫۵۶٫۱۸ دقیقه، ریتی ۲۷ اکتبر ۲۰۰۶
- ۱ مایل: ۴٫۱۷٫۷۵ دقیقه، بروکسل ۱۴ سپتامبر ۲۰۰۷
- ۳۰۰۰ متر: ۸٫۲۸٫۸۷ دقیقه، اسلو ۲۹ ژوئیه ۲۰۰۷
- ۵۰۰۰ متر: ۱۴٫۵۱٫۵۸ دقیقه، هنجلو ۲۹ آوریل ۲۰۰۵
- ۵ کیلومتر: ۱۵٫۲۴٫۸ دقیقه، برن ۱۳ ژوئیه ۲۰۰۴
- ۱۰ کیلومتر: ۳۲٫۲۹٫۸ دقیقه، تون ۵ سپتامبر ۲۰۰۴
- ۱۵ کیلومتر: ۴۹٫۵۲ دقیقه، کرزرس ۲۰ مارس ۲۰۰۴
- نیمه ماراتن: ۱٫۱۱٫۴۹ ساعت، اوستر ۱۸ سپتامبر ۲۰۰۴

## مشخصات جسمی
- قد: ۱۷۰ سانتیمتر
- وزن: ۶۱ کیلوگرم